# Кладбище немецких военнопленных (Кожино)
Кла́дбище неме́цких военнопле́нных у деревни Кожино Московской области — захоронение 82 умерших от ран и болезней немецких военнопленных, занятых в 1945—1947 годах на строительно-восстановительных работах на территории Щелковского района. Расположено на северо-востоке современной территории города Щёлково, фактически находясь в центре садового товарищества Кожино.
Долгое время было заброшено, утеряно; кресты и холмики на месте захоронений фактически были утрачены. На его поверхности местными жителями проводились посевы картофеля, память о факте захоронения на данном месте бывших солдат вермахта была утрачена. Захоронение было восстановлено в 1995 году благодаря двусторонней немецко-российской работе добровольцев и властей.

## История кладбища

### Захоронения 1945-47 гг.

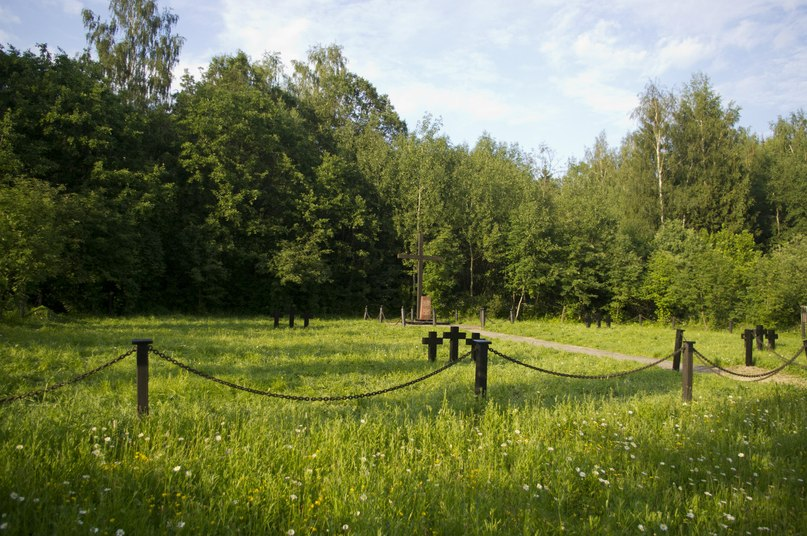
Общий вид на немецкое кладбище у деревни Кожино, г. Щёлково

На кладбище захоронены 82 немецких военнопленных 334-го, 389-го отдельных рабочих батальонов и 482-й отдельной рабочей роты, работавших на Чкаловском аэродроме и умерших в 1945—1947 годах. Кладбище открыто летом 1995 года. Согласно публикациям в прессе, известны имена всех 82 захороненных военнослужащих, работавших на строительстве Чкаловского аэродрома, электролампового завода, строительстве домов в Фрязино, возведении химического завода, и умерших в промежуток с 26 февраля 1945 года по 1947 год.

### Создание мемориального кладбища
Кладбище было открыто в июле-августе 1995 года, однако, до этого старожилами района и местными представителями СМИ была проведена трудоёмкая работа. Ни точного места захоронения, ни списков умерших военнопленных, ни сведений об их послевоенной жизни в Щёлкове на тот момент не было.
На данный момент захоронение представляет собой территорию в 2816 квадратных метров, окруженное металлической цепью, закреплённой на металлических колоннах. На территории самого кладбища захоронения символически отмечены четырьмя группами крестов, по три креста в группе. Центральным мемориалом является металлический крест высотой 4,5 метра.
По причине подписания 12 апреля 1992 года соглашения о сотрудничестве между городами Хемер и Щелково (с установлением 25 февраля — день городов-побратимов) данное кладбище посещалось делегацией из этого северный рейн-вестфальского города. После открытия мемориального кладбища в Хемер передали списки умерших в плену 82 немцев, а также капсулу с землей с кладбища. Удалось найти двоих военнопленных, содержавшихся в стройтельных формированиях, солдаты из которых захоронены на кладбище, и оставшихся в живых. Члены клуба городов-побратимов помогли найти место захоронения родственника г-на Адольфа, который погиб в плену. Из ответа родственника: «Вы не можете себе представить, как мы были взволнованы и благодарны вам, когда спустя 55 лет после ужасной войны узнали, где наш дядя Эрнст нашел последнее пристанище».

## Цитаты из прессы, воспоминания местных жителей
При расспросах старожилы деревни Кожино с охотой рассказывали о том, что знали. В 1946 году им было по 10–16 лет… Цепкая детская память сохранила тот период, когда пленные работали на улице Центральной в Щёлкове, возводили дома в г. Фрязино, трудились на электроламповом заводе, строили Чкаловский аэродром… Житель Кожино Виктор Васильевич Лаврушин подтвердил, что пленные, кроме аэродрома, строили дома для генералов и полковников. Они передвигались по деревне свободно, постоянно просили хлеба, но хлеба и советские люди в те годы досыта не ели – это же было голодное послевоенное время. Отчего умирали, не знает, но место захоронения показать согласился…

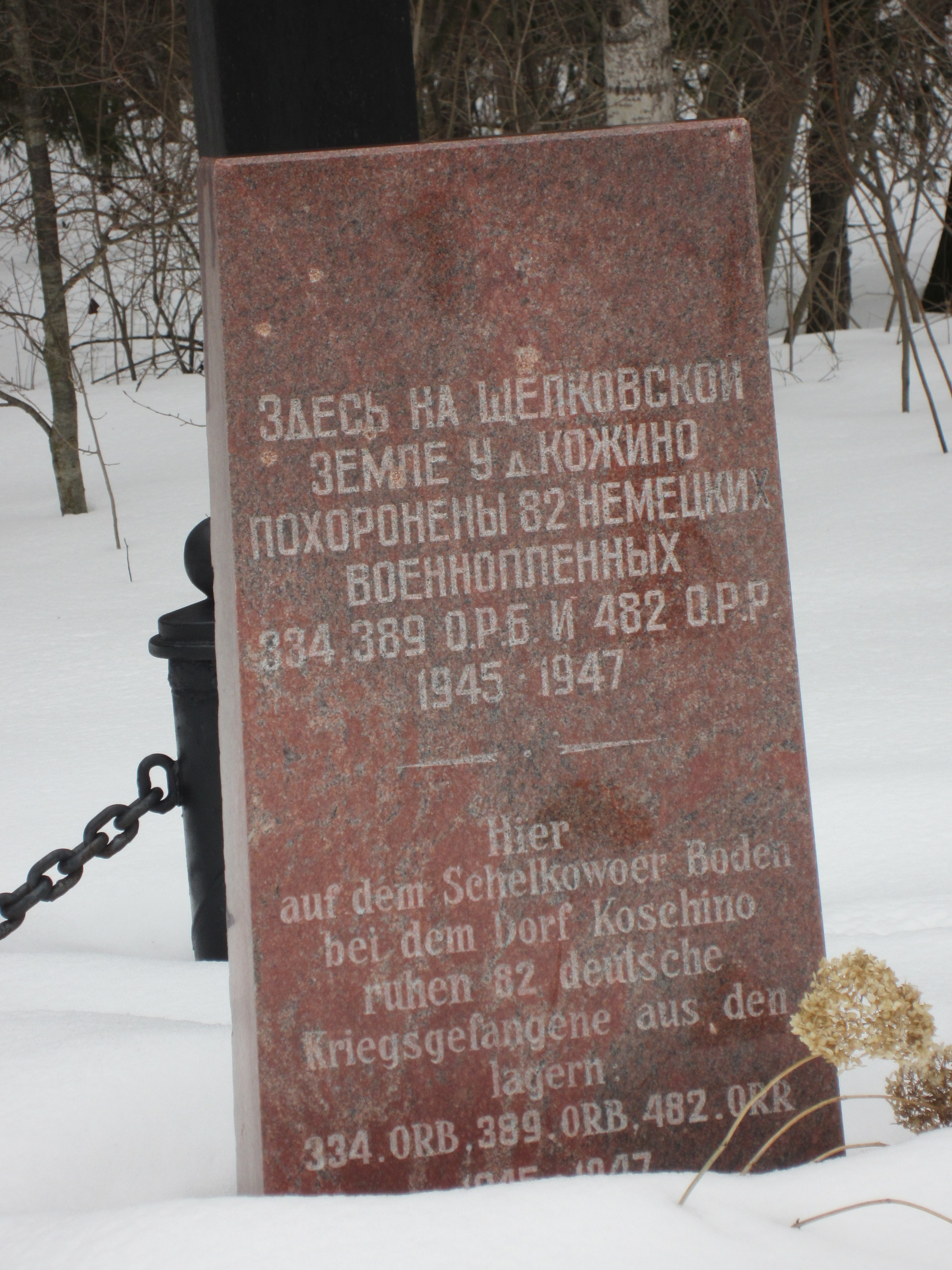
Памятник на немецком кладбище у деревни Кожино

– Сначала, – продолжает разговор Виктор Baсильевич, – хоронили в гробах с березовыми крестами, а потом и вовсе без крестов. Земля здесь трудная, тяжелая – глина, люди были слабые от недоедания, поэтому и могилы выкапывали с трудом. Потом уже хоронили по три-четыре гроба в одной могиле. Покоятся здесь человек 200, – говорит В.В. Лаврушин, – но сколько точно, не скажу
Никогда родители немецких военнопленных не думали, что их сыновей, умерших в советском плену в далеком подмосковном Щёлкове у деревни Кожино, назовут поименно 47 лет спустя… 16 сентября на месте захоронения прошла торжественная панихида об упокоении душ усопших военнопленных немцев. Панихиду провели священники собора Святой Троицы о. Алексий и о. Александр. …Как, наверное, хотелось 39-летнему ефрейтору Вильгельму Клетеру, умершему первым из пленных 26 февраля 1945 года, дожить до окончания войны. Вторым умер 26-летний Герман Зенф — 4 декабря 1945 года. Невезучим, високосным был мирный 1946 год — тогда умерло сразу 46 немцев. Казалось, мир наступил, Германия побеждена, Гитлера нет в живых, нацистские преступники наказаны, причем тут рядовой солдат, пленник? И умирали ведь нестарые люди — 1918, 1922, 1926 годов рождения. Значит, им было по 20-30 лет. …30 человек умерло в 1947 году, на третьем году залечивания ран победителями и побежденными.
Много раз просматривал список умерших: фамилии, имена, воинские звания. Все обыкновенные, простые солдаты, без высоких чинов и званий… После первых публикаций в газету «Время» поступали звонки, были встречи, люди вспоминали пленных. Майор запаса В. Калинин, бывший житель поселка Чкаловского, рассказывает, как, будучи детьми, они таскали пленным хлеб. Немцы в Чкаловском дом строили, он и сейчас стоит, «желтым» его называют. Так они за хлеб ребятне самолетики игрушечные делали, в свободное время в футбол играли. Майор вспоминает, как его отец пригласил пленных картошку убирать, а после мать их на обед пригласила. Когда они ушли, она восхищалась высокой культурой немцев — даже в плену те сохраняли достоинство.
После торжественного открытия кладбища памятная капсула с щёлковской землей и список похороненных военнопленных передали немецкой стороне. Кстати сказать, в Хемере есть кладбище советских солдат, погибших в тех краях. В отличие от «малолюдного» кожинского там захоронено 23 тысячи военнослужащих. За братской могилой немцы тщательно ухаживают. Дмитрий Иванович Андрющенко на немецком кладбище бывает часто. Он рассказывает: «20 лет тому назад, когда я пробивал дорогу к захоронению немецких военнопленных, вся поляна на краю леса заросла бузиной. Практически никто не помнил, что в 1945—1947 годах здесь хоронили немецких солдат. Не осталось ведь ни холмиков, ни крестиков».

После того как кладбище было обустроено, его посетили около 100 делегаций из Хемера, дань памяти соотечественникам отдал бурмистр Клаус Бурда. — Только благодаря дружбе жителей двух наших городов могло произойти такое чудо, — сказала в один из визитов заместитель бургомистра госпожа Дорис Эббинг, возлагая цветы к мраморной плите и большому кресту. — За то, что и наши люди похоронены теперь по-человечески, спасибо вам, щёлковцы….

## Иллюстрации

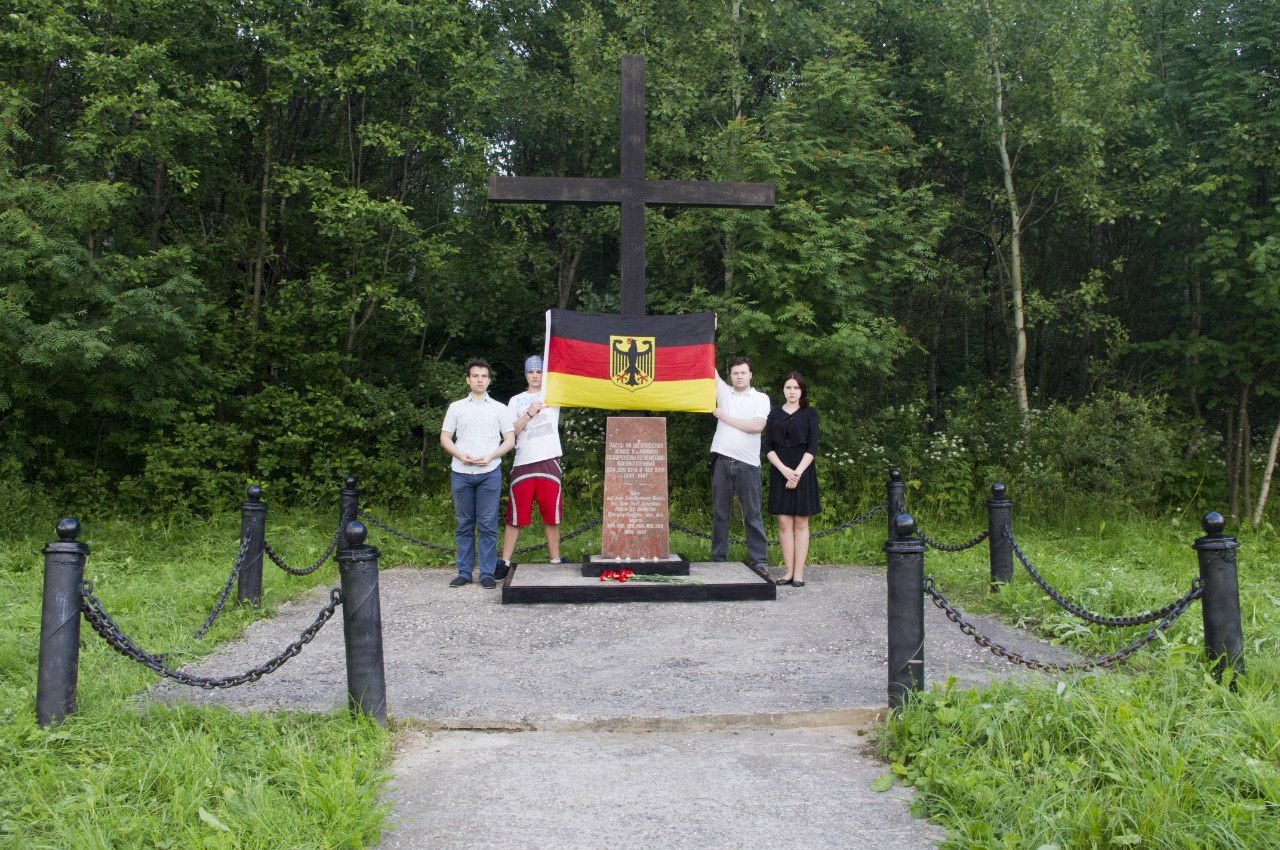
Группа возлагавших цветы  и ухаживавших за кладбищем российских немцев.
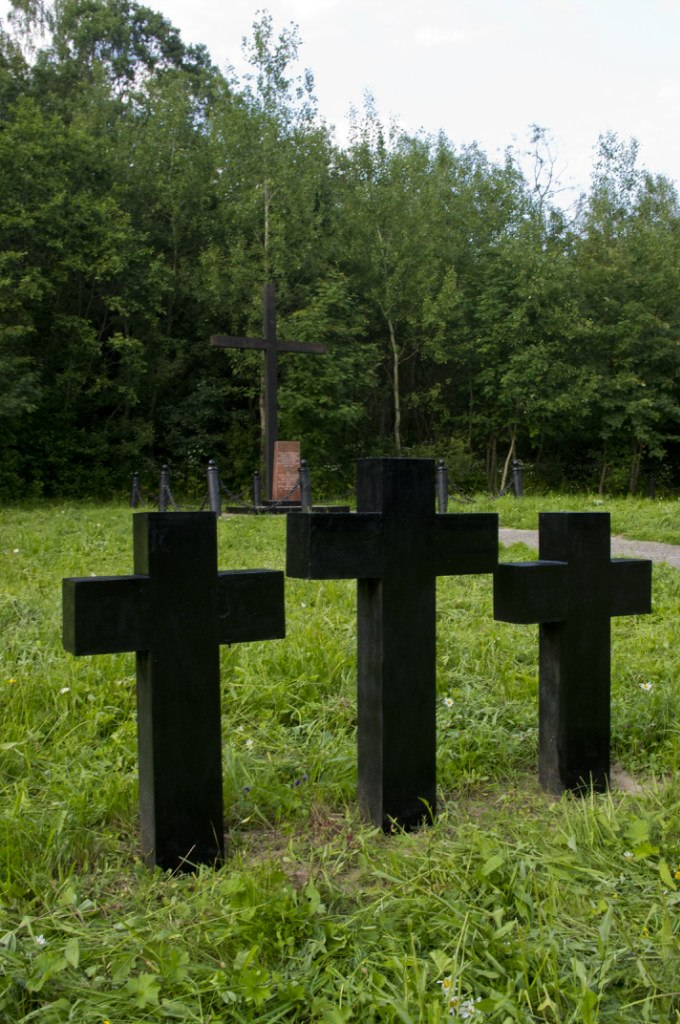
Одна из малых групп крестов.
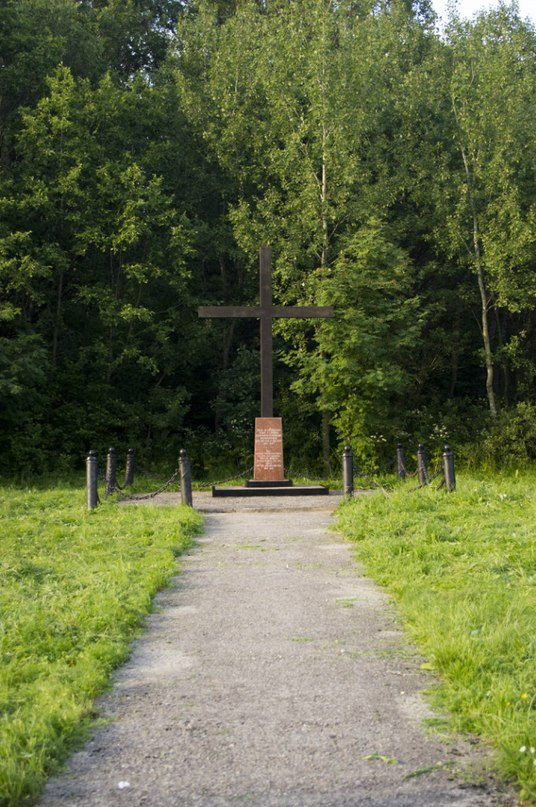
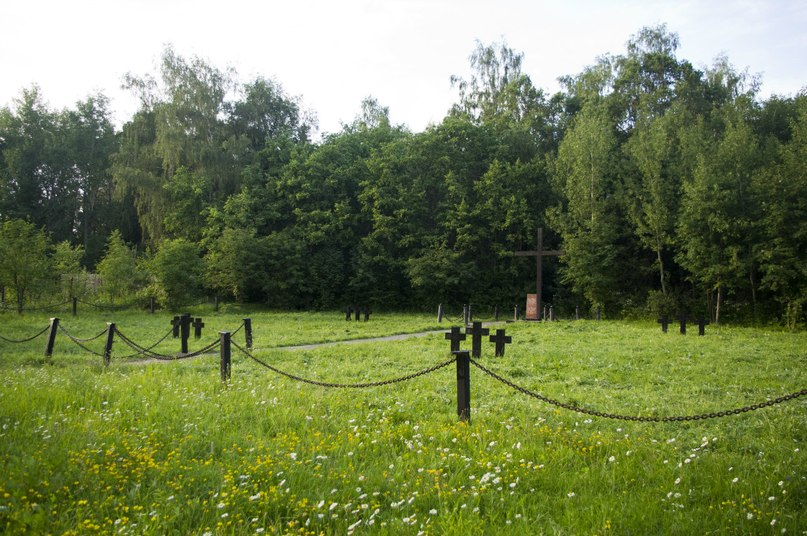
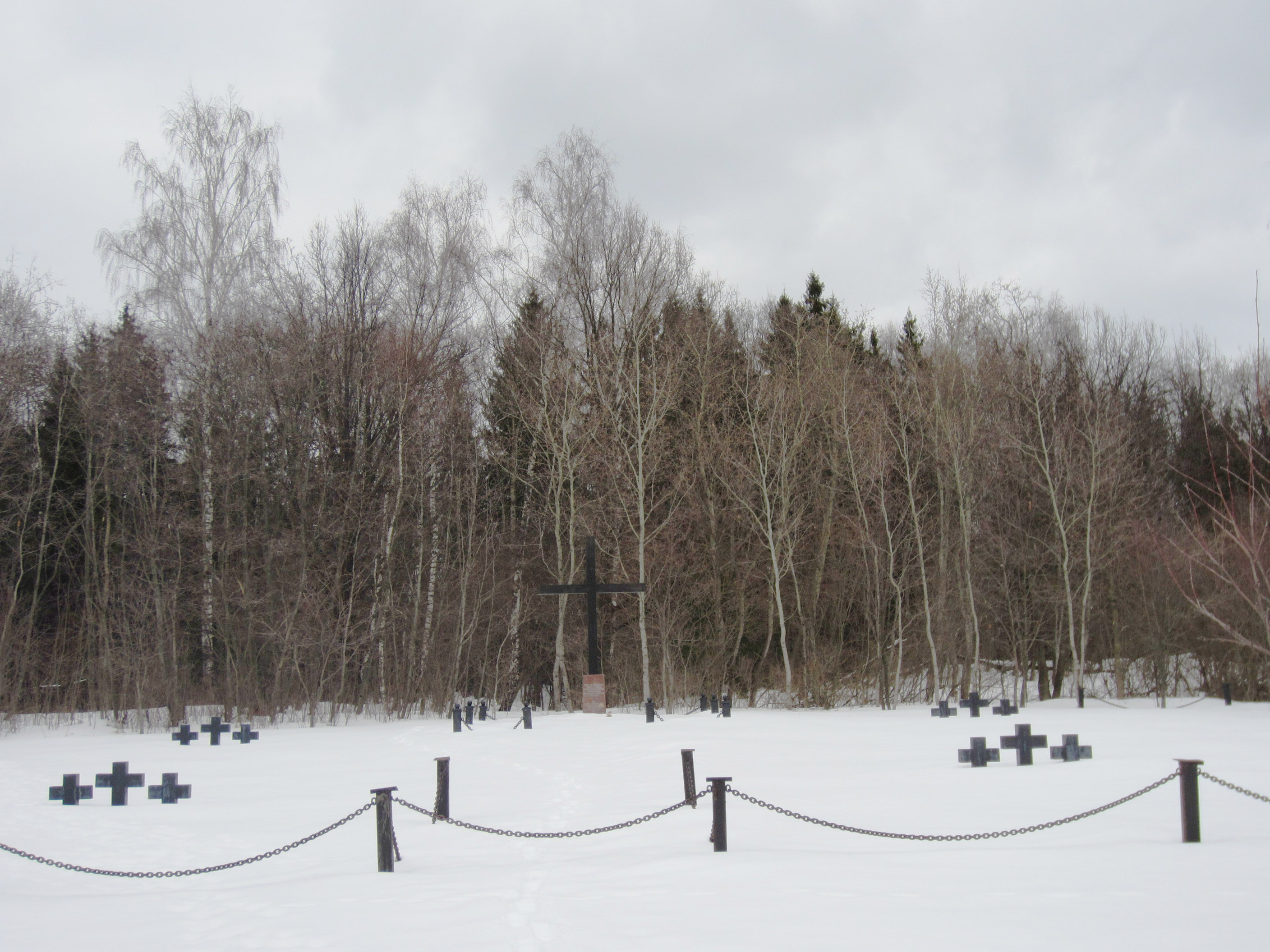
Вид на кладбище зимой